# 兵主村
兵主村（ひょうずむら）は、滋賀県野洲郡にあった村。現在の野洲市の北西部、北西端を除く琵琶湖の沿岸、国道477号の沿線にあたる。

## 地理
- 湖沼：琵琶湖
- 河川：日野川、家棟川、新川

## 歴史
- 1889年（明治22年）4月1日 - 町村制の施行により、五条村・野田村・六条村・安治村・須原村・堤村・井口村の区域をもって発足。
- 1955年（昭和30年）4月1日 - 中里村と合併して中主町が発足。同日兵主村廃止。